# Koszykówka na Letnich Igrzyskach Olimpijskich 2020 – turniej mężczyzn
Turniej mężczyzn w koszykówce na Letnich Igrzyskach Olimpijskich 2020 odbywa się w dniach 25 lipca – 7 sierpnia 2021. Tytułu mistrza olimpijskiego broni reprezentacja Stanów Zjednoczonych. Wszystkie spotkania rozgrywane są w hali Super Arena w miejscowości Saitama.

## Uczestnicy
| Zawody                  | Data                           | Miejsce  | Drużyna           |
| ----------------------- | ------------------------------ | -------- | ----------------- |
| Gospodarz               | –                              | –        | Japonia           |
| Mistrzostwa Świata      | 31 sierpnia – 15 września 2019 | Chiny    | Nigeria           |
| Mistrzostwa Świata      | 31 sierpnia – 15 września 2019 | Chiny    | Argentyna         |
| Mistrzostwa Świata      | 31 sierpnia – 15 września 2019 | Chiny    | Stany Zjednoczone |
| Mistrzostwa Świata      | 31 sierpnia – 15 września 2019 | Chiny    | Iran              |
| Mistrzostwa Świata      | 31 sierpnia – 15 września 2019 | Chiny    | Francja           |
| Mistrzostwa Świata      | 31 sierpnia – 15 września 2019 | Chiny    | Hiszpania         |
| Mistrzostwa Świata      | 31 sierpnia – 15 września 2019 | Chiny    | Australia         |
| Turnieje kwalifikacyjne | 29 czerwca – 4 lipca 2021      | Belgrad  | Włochy            |
| Turnieje kwalifikacyjne | 29 czerwca – 4 lipca 2021      | Kowno    | Słowenia          |
| Turnieje kwalifikacyjne | 29 czerwca – 4 lipca 2021      | Split    | Niemcy            |
| Turnieje kwalifikacyjne | 29 czerwca – 4 lipca 2021      | Victoria | Czechy            |

## System rozgrywek
Olimpijski turniej koszykówki składa się z dwóch faz – fazy grupowej oraz fazy finałowej. W fazie grupowej dwunastu uczestników zostało podzielonych na trzy grupy (A–C) po cztery zespoły. W każdej grupie reprezentacje rozegrają ze sobą po jednym spotkaniu. Do fazy finałowej awans uzyskują dwa najlepsze zespoły z każdej z grup oraz dwa najlepsze zespoły które zajęły w swoich grupach 3. miejsce. Pozostałe drużyny odpadają z dalszej rywalizacji.
Po zakończeniu fazy grupowej odbywa się losowanie par ćwierćfinałowych. Podczas losowania rozstawieni są zwycięzcy grup oraz najlepsza drużyna z 2. miejsca, drużyny grające w tej samej grupie nie mogą trafić na siebie w ćwierćfinale. Faza finałowa rozgrywana jest w systemie pucharowym. Rozegrane będą: ćwierćfinały, półfinały, mecz o brązowy medal oraz mecz o złoty medal.

## Losowanie fazy grupowej
Losowanie fazy grupowej miało miejsce 2 lutego 2021 roku w siedzibie FIBA w szwajcarskiej miejscowości Mies. Przed losowaniem drużyny podzielono na cztery koszyki, na podstawie rankingu FIBA. Dla zwycięzców turniejów kwalifikacyjnych, którzy nie byli znani w dniu losowania, przyjęto ranking drużyny najwyżej sklasyfikowanej biorącej udział w danym turnieju. Drużyny biorące udział rozlosowano do trzech grup po cztery zespoły. W jednej grupie nie mogły znaleźć się dwie reprezentacje z tego samego kontynentu, z wyłączeniem Europy, z której w jednej grupie mogły znaleźć się maksymalnie dwie drużyny. 

### Podział na koszyki
| Koszyk 1                                    | Koszyk 2                                                                 | Koszyk 3 | Koszyk 4                   |
| ------------------------------------------- | ------------------------------------------------------------------------ | --- | -------------------------- |
| - Stany Zjednoczone - Hiszpania - Australia | - Argentyna - Zwycięzca turnieju kwalifikacyjnego w Belgradzie - Francja | - Zwycięzca turnieju kwalifikacyjnego w Victorii - Zwycięzca turnieju kwalifikacyjnego w Kownie - Zwycięzca turnieju kwalifikacyjnego w Splicie | - Nigeria - Iran - Japonia |

W wyniku losowania wyłoniono następujące grupy:
| Grupa A                                                                                         | Grupa B | Grupa C                                                                                      |
| ----------------------------------------------------------------------------------------------- | --- | -------------------------------------------------------------------------------------------- |
| - Iran - Francja - Stany Zjednoczone - Zwycięzca turnieju kwalifikacyjnego w Victorii ( Czechy) | - Australia - Zwycięzca turnieju kwalifikacyjnego w Splicie ( Niemcy) - Zwycięzca turnieju kwalifikacyjnego w Belgradzie ( Włochy) - Nigeria | - Argentyna - Japonia - Hiszpania - Zwycięzca turnieju kwalifikacyjnego w Kownie ( Słowenia) |

## Faza grupowa

### Grupa A

#### Tabela
| Poz. | Reprezentacja     | Pkt | Mecze | Mecze | Mecze | Punkty | Punkty | Punkty | Bilans bezpośrednich meczów |
| Poz. | Reprezentacja     | Pkt | M     | Z     | P     | zdob.  | str.   | bilans | Bilans bezpośrednich meczów |
| ---- | ----------------- | --- | ----- | ----- | ----- | ------ | ------ | ------ | --------------------------- |
| 1.   | Francja           | 6   | 3     | 3     | 0     | 259    | 215    | +44    | –                           |
| 2.   | Stany Zjednoczone | 5   | 3     | 2     | 1     | 315    | 233    | +82    | –                           |
| 3.   | Czechy            | 4   | 3     | 1     | 2     | 245    | 294    | −49    | –                           |
| 4.   | Iran              | 3   | 3     | 0     | 3     | 206    | 283    | −77    | –                           |

     awans do ćwierćfinału
     możliwy awans do ćwierćfinału z rankingu drużyn z trzecich miejsc

#### Wyniki
| 25 lipca 202110:00 | Iran                                         | 78:84(19:25, 11:21, 16:21, 32:17) | Czechy                                                       | Super Arena, Saitama Sędzia: Matthew Kallio ( CAN), Scott Beker ( AUS), Yener Yılmaz ( TUR) |
| 25 lipca 202110:00 | Pkt:Yakhchali 23 Zb:Haddadi 10 As:Jamshidi 8 | 78:84(19:25, 11:21, 16:21, 32:17) | Pkt:Auda 16 Zb:Balvín, Satoranský po 8 każdy As:Satoranský 8 | Super Arena, Saitama Sędzia: Matthew Kallio ( CAN), Scott Beker ( AUS), Yener Yılmaz ( TUR) |

| 25 lipca 202121:00 | Francja                                                  | 83:76(15:22, 22:23, 25:11, 21:20) | Stany Zjednoczone                                         | Super Arena, Saitama Sędzia: Guilherme Locatelli ( BRA), Michael Weiland ( CAN), Manuel Mazzoni ( ITA) |
| 25 lipca 202121:00 | Pkt:Fournier 28 Zb:Gobert 9 As:Batum, De Colo po 5 każdy | 83:76(15:22, 22:23, 25:11, 21:20) | Pkt:Holiday 18 Zb:Adebayo 10 As:Green, Holiday po 4 każdy | Super Arena, Saitama Sędzia: Guilherme Locatelli ( BRA), Michael Weiland ( CAN), Manuel Mazzoni ( ITA) |

| 28 lipca 202113:40 | Stany Zjednoczone                      | 120:66(28:12, 32:18, 22:13, 38:23) | Iran                                                                             | Super Arena, Saitama Sędzia: Antonio Conde ( ESP), Yohan Rosso ( FRA), Andreia Silva ( BRA) |
| 28 lipca 202113:40 | Pkt:Lillard 21 Zb:Durant 5 As:LaVine 8 | 120:66(28:12, 32:18, 22:13, 38:23) | Pkt:Haddadi, Jamshidi po 14 każdy Zb:Haddadi 7 As:Jalalpoor, Jamshidi po 3 każdy | Super Arena, Saitama Sędzia: Antonio Conde ( ESP), Yohan Rosso ( FRA), Andreia Silva ( BRA) |

| 28 lipca 202121:00 | Czechy                                     | 77:97(28:22, 12:29, 16:26, 21:20) | Francja                                   | Super Arena, Saitama Sędzia: Juan Fernández ( ARG), Manuel Mazzoni ( ITA), Leandro Lezcano ( ARG) |
| 28 lipca 202121:00 | Pkt:Veselý 19 Zb:Balvín 8 As:Satoranský 10 | 77:97(28:22, 12:29, 16:26, 21:20) | Pkt:Fournier 21 Zb:Gobert 10 As:De Colo 8 | Super Arena, Saitama Sędzia: Juan Fernández ( ARG), Manuel Mazzoni ( ITA), Leandro Lezcano ( ARG) |

| 31 lipca 202110:00 | Iran                                      | 62:79(17:22, 10:24, 20:16, 15:17) | Francja                                                       | Super Arena, Saitama Sędzia: Guilherme Locatelli ( BRA), Leandro Lezcano ( ARG), Rabah Noujaim ( LBN) |
| 31 lipca 202110:00 | Pkt:Haddadi 18 Zb:Haddadi 12 As:Haddadi 5 | 62:79(17:22, 10:24, 20:16, 15:17) | Pkt:Heurtel 16 Zb:czterech zawodników po 5 każdy As:De Colo 5 | Super Arena, Saitama Sędzia: Guilherme Locatelli ( BRA), Leandro Lezcano ( ARG), Rabah Noujaim ( LBN) |

| 31 lipca 202121:00 | Stany Zjednoczone                    | 119:84(18:25, 29:18, 35:17, 37:24) | Czechy                                        | Super Arena, Saitama Sędzia: Aleksandar Glišić ( SRB), Manuel Mazzoni ( ITA), Maripier Malo ( CAN) |
| 31 lipca 202121:00 | Pkt:Tatum 27 Zb:Durant 8 As:Durant 6 | 119:84(18:25, 29:18, 35:17, 37:24) | Pkt:Schilb 17 Zb:Satoranský 6 As:Satoranský 8 | Super Arena, Saitama Sędzia: Aleksandar Glišić ( SRB), Manuel Mazzoni ( ITA), Maripier Malo ( CAN) |

Godziny meczów podane zostały według czasów lokalnych.

### Grupa B
| Poz. | Reprezentacja | Pkt | Mecze | Mecze | Mecze | Punkty | Punkty | Punkty | Bilans bezpośrednich meczów |
| Poz. | Reprezentacja | Pkt | M     | Z     | P     | zdob.  | str.   | bilans | Bilans bezpośrednich meczów |
| ---- | ------------- | --- | ----- | ----- | ----- | ------ | ------ | ------ | --------------------------- |
| 1.   | Australia     | 6   | 3     | 3     | 0     | 259    | 226    | +33    | –                           |
| 2.   | Włochy        | 5   | 3     | 2     | 1     | 255    | 239    | +16    | –                           |
| 3.   | Niemcy        | 4   | 3     | 1     | 2     | 257    | 273    | −16    | –                           |
| 4.   | Nigeria       | 3   | 3     | 0     | 3     | 230    | 263    | −33    | –                           |

     awans do ćwierćfinału
     możliwy awans do ćwierćfinału z rankingu drużyn z trzecich miejsc

#### Wyniki
| 25 lipca 202113:40 | Niemcy                                                   | 82:92(32:22, 14:21, 26:25, 10:24) | Włochy                                    | Super Arena, Saitama Sędzia: Antonio Conde ( ESP), Ahmed Al-Shuwaili ( IRQ), Jewgienij Michiejew ( KAZ) |
| 25 lipca 202113:40 | Pkt:Lô 24 Zb:Voigtmann 6 As:trzech zawodników po 4 każdy | 82:92(32:22, 14:21, 26:25, 10:24) | Pkt:Fontecchio 20 Zb:Melli 9 As:Mannion 7 | Super Arena, Saitama Sędzia: Antonio Conde ( ESP), Ahmed Al-Shuwaili ( IRQ), Jewgienij Michiejew ( KAZ) |

| 25 lipca 202117:20 | Australia                        | 84:67(23:23, 20:17, 15:12, 26:15) | Nigeria                                                 | Super Arena, Saitama Sędzia: Ademir Zurapović ( BIH), Luis Castillo ( ESP), Takaki Kato ( JPN) |
| 25 lipca 202117:20 | Pkt:Mills 25 Zb:Kay 8 As:Mills 6 | 84:67(23:23, 20:17, 15:12, 26:15) | Pkt:Emegano 12 Zb:Achiuwa 6 As:Agada, Okogie po 3 każdy | Super Arena, Saitama Sędzia: Ademir Zurapović ( BIH), Luis Castillo ( ESP), Takaki Kato ( JPN) |

| 28 lipca 202110:00 | Nigeria                              | 92:99(21:24, 29:26, 24:24, 18:25) | Niemcy                                  | Super Arena, Saitama Sędzia: Omar Bermúdez ( MEX), Mārtiņš Kozlovskis ( LAT), Rabah Noujaim ( LBN) |
| 28 lipca 202110:00 | Pkt:Nwora 33 Zb:Nwora 7 As:Emegano 6 | 92:99(21:24, 29:26, 24:24, 18:25) | Pkt:Voigtmann 19 Zb:Thiemann 10 As:Lô 9 | Super Arena, Saitama Sędzia: Omar Bermúdez ( MEX), Mārtiņš Kozlovskis ( LAT), Rabah Noujaim ( LBN) |

| 28 lipca 202117:20 | Włochy                                       | 83:86(25:25, 20:19, 17:21, 21:21) | Australia                                                                  | Super Arena, Saitama Sędzia: Michael Weiland ( CAN), Steve Anderson ( USA), Ahmed Al-Shuwaili ( IRQ) |
| 28 lipca 202117:20 | Pkt:Fontecchio 22 Zb:Polonara 7 As:Mannion 7 | 83:86(25:25, 20:19, 17:21, 21:21) | Pkt:Landale 18 Zb:trzech zawodników po 7 każdy As:Ingles, Mills po 5 każdy | Super Arena, Saitama Sędzia: Michael Weiland ( CAN), Steve Anderson ( USA), Ahmed Al-Shuwaili ( IRQ) |

| 31 lipca 202113:40 | Włochy                                                    | 80:71(29:17, 11:22, 16:24, 24:8) | Nigeria                          | Super Arena, Saitama Sędzia: Antonio Conde ( ESP), Roberto Vázquez ( PUR), Takaki Kato ( JPN) |
| 31 lipca 202113:40 | Pkt:Melli 15 Zb:Vitali 6 As:Fontecchio, Pajola po 4 każdy | 80:71(29:17, 11:22, 16:24, 24:8) | Pkt:Metu 22 Zb:Metu 10 As:Metu 3 | Super Arena, Saitama Sędzia: Antonio Conde ( ESP), Roberto Vázquez ( PUR), Takaki Kato ( JPN) |

| 31 lipca 202117:20 | Australia                           | 89:76(18:22, 26:18, 22:19, 23:17) | Niemcy                              | Super Arena, Saitama Sędzia: Juan Fernández ( ARG), Steven Anderson ( USA), Omar Bermúdez ( MEX) |
| 31 lipca 202117:20 | Pkt:Mills 24 Zb:Ingles 5 As:Mills 6 | 89:76(18:22, 26:18, 22:19, 23:17) | Pkt:Obst 17 Zb:Voigtmann 13 As:Lô 5 | Super Arena, Saitama Sędzia: Juan Fernández ( ARG), Steven Anderson ( USA), Omar Bermúdez ( MEX) |

Godziny meczów podane zostały według czasów lokalnych.

### Grupa C

#### Tabela
| Poz. | Reprezentacja | Pkt | Mecze | Mecze | Mecze | Punkty | Punkty | Punkty | Bilans bezpośrednich meczów |
| Poz. | Reprezentacja | Pkt | M     | Z     | P     | zdob.  | str.   | bilans | Bilans bezpośrednich meczów |
| ---- | ------------- | --- | ----- | ----- | ----- | ------ | ------ | ------ | --------------------------- |
| 1.   | Słowenia      | 6   | 3     | 3     | 0     | 329    | 268    | +61    | –                           |
| 2.   | Hiszpania     | 5   | 3     | 2     | 1     | 256    | 243    | +13    | –                           |
| 3.   | Argentyna     | 4   | 3     | 1     | 2     | 268    | 276    | −8     | –                           |
| 4.   | Japonia       | 3   | 3     | 0     | 3     | 235    | 301    | −66    | –                           |

     awans do ćwierćfinału
     możliwy awans do ćwierćfinału z rankingu drużyn z trzecich miejsc

#### Wyniki
| 26 lipca 202113:40 | Argentyna                           | 100:118(24:32, 18:30, 24:26, 34:30) | Słowenia                              | Super Arena, Saitama Sędzia: Steve Anderson ( USA), Yohan Rosso ( FRA), Yu Jung ( TPE) |
| 26 lipca 202113:40 | Pkt:Scola 23 Zb:Deck 8 As:Vildoza 5 | 100:118(24:32, 18:30, 24:26, 34:30) | Pkt:Dončić 48 Zb:Tobey 14 As:Dončić 5 | Super Arena, Saitama Sędzia: Steve Anderson ( USA), Yohan Rosso ( FRA), Yu Jung ( TPE) |

| 26 lipca 202121:00 | Japonia                                                   | 77:88(14:18, 14:30, 28:21, 21:19) | Hiszpania                           | Super Arena, Saitama Sędzia: Aleksandar Glišić ( SRB), Mārtiņš Kozlovskis ( LAT), Rabah Noujaim ( LBN) |
| 26 lipca 202121:00 | Pkt:Hachimura 20 Zb:Watanabe 8 As:Baba, Tanaka po 5 każdy | 77:88(14:18, 14:30, 28:21, 21:19) | Pkt:Rubio 20 Zb:Claver 9 As:Rubio 9 | Super Arena, Saitama Sędzia: Aleksandar Glišić ( SRB), Mārtiņš Kozlovskis ( LAT), Rabah Noujaim ( LBN) |

| 29 lipca 202113:40 | Słowenia                              | 116:81(29:23, 24:18, 27:23, 36:17) | Japonia                                                                            | Super Arena, Saitama Sędzia: Aleksandar Glišić ( SRB), Michael Weiland ( CAN), Ferdinand Pascual ( PHI) |
| 29 lipca 202113:40 | Pkt:Dončić 25 Zb:Tobey 11 As:Dončić 7 | 116:81(29:23, 24:18, 27:23, 36:17) | Pkt:Hachimura 34 Zb:Hachimura, Watanabe po 7 każdy As:Hachimura, Tanaka po 3 każdy | Super Arena, Saitama Sędzia: Aleksandar Glišić ( SRB), Michael Weiland ( CAN), Ferdinand Pascual ( PHI) |

| 29 lipca 202121:00 | Hiszpania                                | 81:71(20:25, 20:9, 21:19, 20:18) | Argentyna                                       | Super Arena, Saitama Sędzia: Guilherme Locatelli ( BRA), Ademir Zurapović ( BIH), Omar Bermúdez ( MEX) |
| 29 lipca 202121:00 | Pkt:Rubio 26 Zb:P. Gasol 8 As:M. Gasol 5 | 81:71(20:25, 20:9, 21:19, 20:18) | Pkt:Laprovíttola 27 Zb:Deck 8 As:Laprovíttola 4 | Super Arena, Saitama Sędzia: Guilherme Locatelli ( BRA), Ademir Zurapović ( BIH), Omar Bermúdez ( MEX) |

| 1 sierpnia 202113:40 | Argentyna                               | 97:77(26:16, 20:22, 19:15, 32:24) | Japonia                                                       | Super Arena, Saitama Sędzia: Roberto Vázquez ( PUR), Mārtiņš Kozlovskis ( LAT), Michael Weiland ( CAN) |
| 1 sierpnia 202113:40 | Pkt:Scola 23 Zb:Scola 10 As:Campazzo 11 | 97:77(26:16, 20:22, 19:15, 32:24) | Pkt:Baba 18 Zb:Hachimura 11 As:czterech zawodników po 3 każdy | Super Arena, Saitama Sędzia: Roberto Vázquez ( PUR), Mārtiņš Kozlovskis ( LAT), Michael Weiland ( CAN) |

| 1 sierpnia 202117:20 | Hiszpania                                              | 87:95(24:20, 20:21, 26:27, 17:27) | Słowenia                                               | Super Arena, Saitama Sędzia: Ademir Zurapović ( BIH), Yohan Rosso ( FRA), Matthew Kallio ( CAN) |
| 1 sierpnia 202117:20 | Pkt:Rubio 18 Zb:Claver, M. Gasol po 6 każdy As:Rubio 9 | 87:95(24:20, 20:21, 26:27, 17:27) | Pkt:Čančar 22 Zb:Dončić, Tobey po 14 każdy As:Dončić 9 | Super Arena, Saitama Sędzia: Ademir Zurapović ( BIH), Yohan Rosso ( FRA), Matthew Kallio ( CAN) |

Godziny meczów podane zostały według czasów lokalnych.

### Ranking drużyn z trzecich miejsc
| Grupa | Reprezentacja | Pkt | Mecze | Mecze | Mecze | Punkty | Punkty | Punkty |
| Grupa | Reprezentacja | Pkt | M     | Z     | P     | zdob.  | str.   | bilans |
| ----- | ------------- | --- | ----- | ----- | ----- | ------ | ------ | ------ |
| C     | Argentyna     | 4   | 3     | 1     | 2     | 268    | 276    | -8     |
| B     | Niemcy        | 4   | 3     | 1     | 2     | 257    | 273    | -16    |
| A     | Czechy        | 4   | 3     | 0     | 3     | 245    | 294    | −49    |

     awans do ćwierćfinału

## Losowanie fazy finałowej
Losowanie fazy finałowej miało miejsce 1 sierpnia 2021 roku po rozezgraniu ostatniego meczu grupowego. Podczas losowania rozstawieni byli zwycięzcy grup oraz najlepsza drużyna z drugiego miejsca – reprezentacja Stanów Zjednoczonych.
| Drużyny rozstawione                                  | Drużyny nierozstawione                    |
| ---------------------------------------------------- | ----------------------------------------- |
| - Słowenia - Francja - Australia - Stany Zjednoczone | - Włochy - Hiszpania - Argentyna - Niemcy |

W wyniku losowania wyłoniono następujące pary:
- Włochy –  Francja
- Słowenia –  Niemcy
- Hiszpania –  Stany Zjednoczone
- Australia –  Argentyna

## Faza finałowa
|  |                   |                   |                   |                   |    |                   |                   |            |                   |                   |                   |       |       |
|  | Ćwierćfinały      | Ćwierćfinały      | Ćwierćfinały      |                   |    | Półfinały         | Półfinały         | Półfinały  |                   |                   | Finał             | Finał | Finał |
|  | Ćwierćfinały      | Ćwierćfinały      | Ćwierćfinały      |                   |    | Półfinały         | Półfinały         | Półfinały  |                   |                   | Finał             | Finał | Finał |
|  | 3 sierpnia        |                   |                   |                   |    |                   |                   |            |                   |                   |                   |       |       |
|  |                   |                   |                   |                   |    |                   |                   |            |                   |                   |                   |       |       |
|  | Włochy            | Włochy            | 75                |                   |    |                   |                   |            |                   |                   |                   |       |       |
|  | Włochy            | Włochy            | 75                | 5 sierpnia        |    |                   |                   |            |                   |                   |                   |       |       |
|  | Francja           | Francja           | 84                |                   |    |                   |                   |            |                   |                   |                   |       |       |
|  | Francja           | Francja           | 84                |                   |    | Francja           | Francja           | 90         |                   |                   |                   |       |       |
|  | 3 sierpnia        |                   |                   |                   |    | Francja           | Francja           | 90         |                   |                   |                   |       |       |
|  |                   |                   | Słowenia          | Słowenia          | 89 |                   |                   |            |                   |                   |                   |       |       |
|  | Słowenia          | Słowenia          | Słowenia          | Słowenia          | 89 | 94                |                   |            |                   |                   |                   |       |       |
|  | Słowenia          | Słowenia          |                   |                   |    | 94                | 7 sierpnia        |            |                   |                   |                   |       |       |
|  | Niemcy            | Niemcy            | 70                |                   |    |                   |                   |            |                   |                   |                   |       |       |
|  | Niemcy            | Niemcy            | 70                |                   |    | Francja           | Francja           | 82         |                   |                   |                   |       |       |
|  | 3 sierpnia        |                   |                   |                   |    | Francja           | Francja           | 82         |                   |                   |                   |       |       |
|  |                   |                   | Stany Zjednoczone | Stany Zjednoczone | 87 |                   |                   |            |                   |                   |                   |       |       |
|  | Hiszpania         | Hiszpania         | Stany Zjednoczone | Stany Zjednoczone | 87 | 81                |                   |            |                   |                   |                   |       |       |
|  | Hiszpania         | Hiszpania         | 5 sierpnia        |                   |    | 81                |                   |            |                   |                   |                   |       |       |
|  | Stany Zjednoczone | Stany Zjednoczone | 95                |                   |    |                   |                   |            |                   |                   |                   |       |       |
|  | Stany Zjednoczone | Stany Zjednoczone | 95                |                   |    | Stany Zjednoczone | Stany Zjednoczone | 97         | Mecz o 3. miejsce | Mecz o 3. miejsce | Mecz o 3. miejsce |       |       |
|  | 3 sierpnia        |                   |                   |                   |    | Stany Zjednoczone | Stany Zjednoczone | 97         | Mecz o 3. miejsce | Mecz o 3. miejsce | Mecz o 3. miejsce |       |       |
|  |                   |                   | Australia         | Australia         | 78 |                   |                   | 7 sierpnia | 7 sierpnia        | 7 sierpnia        |                   |       |       |
|  | Australia         | Australia         | Australia         | Australia         | 78 | 97                |                   | 7 sierpnia | 7 sierpnia        | 7 sierpnia        |                   |       |       |
|  | Australia         | Australia         |                   |                   |    |                   |                   | Słowenia   | Słowenia          | 93                |                   |       |       |
|  | Argentyna         | Argentyna         | 59                |                   |    |                   |                   |            | Słowenia          | 93                |                   |       |       |
|  | Argentyna         | Argentyna         | 59                |                   |    |                   |                   | Australia  | Australia         | 107               |                   |       |       |
|  |                   |                   |                   |                   |    |                   |                   |            | Australia         | 107               |                   |       |       |

### Wyniki

#### Ćwierćfinały
| 3 sierpnia 202110:00 | Słowenia                               | 94:70(25:14, 19:23, 22:17, 28:16) | Niemcy                          | Super Arena, Saitama Sędzia: Ademir Zurapović ( BIH), Matthew Kallio ( CAN), Omar Bermúdez ( MEX) |
| 3 sierpnia 202110:00 | Pkt:Dragić 27 Zb:Tobey 11 As:Dončić 11 | 94:70(25:14, 19:23, 22:17, 28:16) | Pkt:Lô 11 Zb:Bonga 7 As:Bonga 3 | Super Arena, Saitama Sędzia: Ademir Zurapović ( BIH), Matthew Kallio ( CAN), Omar Bermúdez ( MEX) |

| 3 sierpnia 202113:40 | Hiszpania                                       | 81:95(21:19, 22:24, 20:26, 18:26) | Stany Zjednoczone                                       | Super Arena, Saitama Sędzia: Guilherme Locatelli ( BRA), Yohan Rosso ( FRA), Michael Weiland ( CAN) |
| 3 sierpnia 202113:40 | Pkt:Rubio 38 Zb:Hernangómez 10 As:Hernangómez 3 | 81:95(21:19, 22:24, 20:26, 18:26) | Pkt:Durant 29 Zb:Booker 9 As:Booker, Holiday po 5 każdy | Super Arena, Saitama Sędzia: Guilherme Locatelli ( BRA), Yohan Rosso ( FRA), Michael Weiland ( CAN) |

| 3 sierpnia 202117:20 | Włochy                                        | 75:84(25:20, 17:23, 12:21, 21:20) | Francja                                | Super Arena, Saitama Sędzia: Roberto Vázquez ( PUR), Juan Fernández ( ARG), Steven Anderson ( USA) |
| 3 sierpnia 202117:20 | Pkt:Fontecchio 23 Zb:Gallinari 10 As:Pajola 6 | 75:84(25:20, 17:23, 12:21, 21:20) | Pkt:Gobert 22 Zb:Batum 14 As:De Colo 7 | Super Arena, Saitama Sędzia: Roberto Vázquez ( PUR), Juan Fernández ( ARG), Steven Anderson ( USA) |

| 3 sierpnia 202121:00 | Australia                          | 97:59(18:22, 21:11, 21:15, 37:11) | Argentyna                                    | Super Arena, Saitama Sędzia: Antonio Conde ( ESP), Aleksandar Glišić ( SRB), Mārtiņš Kozlovskis ( LAT) |
| 3 sierpnia 202121:00 | Pkt:Mills 18 Zb:Kay 10 As:Ingles 7 | 97:59(18:22, 21:11, 21:15, 37:11) | Pkt:Laprovíttola 16 Zb:Deck 10 As:Campazzo 5 | Super Arena, Saitama Sędzia: Antonio Conde ( ESP), Aleksandar Glišić ( SRB), Mārtiņš Kozlovskis ( LAT) |

#### Półfinały
| 5 sierpnia 202113:15 | Stany Zjednoczone                      | 97:78(18:24, 24:21, 32:10, 23:23) | Australia                            | Super Arena, Saitama Sędzia: Ademir Zurapović ( BIH), Michael Weiland ( CAN), Manuel Mazzoni ( ITA) |
| 5 sierpnia 202113:15 | Pkt:Durant 23 Zb:Durant 9 As:Holiday 8 | 97:78(18:24, 24:21, 32:10, 23:23) | Pkt:Mills 15 Zb:Landale 6 As:Mills 8 | Super Arena, Saitama Sędzia: Ademir Zurapović ( BIH), Michael Weiland ( CAN), Manuel Mazzoni ( ITA) |

| 5 sierpnia 202120:00 | Francja                                  | 90:89(27:29, 15:15, 29:21, 19:24) | Słowenia                               | Super Arena, Saitama Sędzia: Guilherme Locatelli ( BRA), Juan Fernández ( ARG), Mārtiņš Kozlovskis ( LAT) |
| 5 sierpnia 202120:00 | Pkt:De Colo 25 Zb:Gobert 16 As:De Colo 5 | 90:89(27:29, 15:15, 29:21, 19:24) | Pkt:Tobey 23 Zb:Dončić 10 As:Dončić 18 | Super Arena, Saitama Sędzia: Guilherme Locatelli ( BRA), Juan Fernández ( ARG), Mārtiņš Kozlovskis ( LAT) |

#### Mecz o brązowy medal
| 7 sierpnia 202120:00 | Słowenia                              | 93:107(19:20, 26:33, 22:25, 26:29) | Australia                           | Super Arena, Saitama Sędzia: Roberto Vázquez ( PUR), Yohan Rosso ( FRA), Matthew Kallio ( CAN) |
| 7 sierpnia 202120:00 | Pkt:Dončić 22 Zb:Dončić 8 As:Dončić 7 | 93:107(19:20, 26:33, 22:25, 26:29) | Pkt:Mills 42 Zb:Ingles 9 As:Mills 9 | Super Arena, Saitama Sędzia: Roberto Vázquez ( PUR), Yohan Rosso ( FRA), Matthew Kallio ( CAN) |

#### Finał
| 7 sierpnia 202111:30 | Francja                                          | 82:87(18:22, 21:22, 24:27, 19:16) | Stany Zjednoczone                   | Super Arena, Saitama Sędzia: Guilherme Locatelli ( BRA), Ademir Zurapović ( BIH), Michael Weiland ( CAN) |
| 7 sierpnia 202111:30 | Pkt:Fournier, Gobert 16 Zb:Gobert 8 As:de Colo 7 | 82:87(18:22, 21:22, 24:27, 19:16) | Pkt:Durant 29 Zb:Tatum 7 As:Green 5 | Super Arena, Saitama Sędzia: Guilherme Locatelli ( BRA), Ademir Zurapović ( BIH), Michael Weiland ( CAN) |

Godziny meczów podane zostały według czasów lokalnych.

## Klasyfikacja końcowa
| Miejsce | Reprezentacja     | Z | P |
| ------- | ----------------- | - | - |
| 01 !    | Stany Zjednoczone | 5 | 1 |
| 02 !    | Francja           | 5 | 1 |
| 03 !    | Australia         | 5 | 1 |
| 4.      | Słowenia          | 4 | 2 |
| 5.      | Włochy            | 2 | 2 |
| 6.      | Hiszpania         | 2 | 2 |
| 7.      | Argentyna         | 1 | 3 |
| 8.      | Niemcy            | 1 | 3 |
| 9.      | Czechy            | 1 | 2 |
| 10.     | Nigeria           | 0 | 3 |
| 11.     | Japonia           | 0 | 3 |
| 12.     | Iran              | 0 | 3 |